# سعدالدین محمد آوجی
محمد ابن علی مستوفی ساوجی، یا خواجه سعدالدین وزیر مقتول به سال ۷۱۱قمری، سمت وزارت و صاحب دیوانی را به سال ۶۹۷ از غازان، ایلخان ایران، دریافت کرد. نیابت وزارت بر عهدهٔ رشید الدین فضل‌الله واگذار گردید. پس از جلوس الجایتو، در سال ۷۰۳، وی رشید الدین را به صدارت و خواجه سعد الدین را به مشارکت او در امور دیوانی و وزارتی گماشت. در سال ۷۱۱ ستیزه ای بین دو وزیر دست داد و به تحریک دیگران، سلطان بر او متغیر شد و در دهم شوال همان سال وی را با چند تن از نواب او در حوالی بغداد به قتل رساندند.